# Žalec
Žalec () je mesto s približno 5.000 prebivalci v Sloveniji zahodno od Celja, gospodarsko in upravno središče istoimenske občine. Kraj leži v Savinjski dolini in je mesto od 1964. Od konca 19. stoletja velja za središče slovenskega hmeljarstva. Druge gospodarske dejavnosti so še obrt, trgovina in metalurgija (livarna zvonov).
Sosednja naselja, s katerimi meji, so Gotovlje, Podvin, Ložnica pri Žalcu, Vrbje in Novo Celje.

## Zgodovina
Kraj se prvič omenja kot trško naselje 1256. Pokroviteljstvo nad krajem so imeli
Babenberžani in Habsburžani. V kraju so prirejali sejme in imeli sodišče. Turki
so naselje dvakrat požgali. V času reformacije so v Zotlovi kovačnici, ki so jo imenovali Lutrova kapela, opravljali verske obrede. Septembra 1868 je bil v Žalcu narodni tabor, na katerem so udeleženci zahtevali Zedinjeno Slovenijo. Leta 1891 je v Žalec pripeljal prvi vlak, na novozgrajeni progi Celje–Dravograd.
Po zapiskih je najstarejši spomenik v kraju nekdanja 
romanska oziroma gotska cerkev sv. Nikolaja iz 12. stoletja, ki so jo 1906 popolnoma prenovili. Od stare taborske cerkve sta se ohranila del obrambnega zidovja in obrambni stolp. Stolp je edini ostanek obrambnih zgradb. Zgrajen je bil v začetku 16. stoletja. Zraven stolpa stoji cerkev sv. Nikolaja.
V mestnem jedru je več stavb, ki kažejo značilnosti pozne gotike. Širčevo hišo iz 1669,
v kateri je živel skladatelj Risto Savin, so leta 1972 obnovili, v njej je skladateljeva spominska soba, galerija Doreta Klemenčiča Maja, galerija Savinjskih likovnikov, v pritličju pa Savinov likovni salon ter prostori TIC-a Žalec.
Maja 2016 je žalski župan omenil da bo postavil Fontano piva, projekt je takrat pritegnil pozornost tako domačim kot tudi tujim medijem, saj se je nekaterim zdel tudi nemogoč, vendar je bil projekt uspešen.

## Turistične zanimivosti kraja
- Savinova hiša, Širčeva domačija iz leta 1669, kjer se je rodil skladatelj Friderik Širca – Risto Savin. V njej so danes spominska soba, galerija Doreta Klemenčiča Maja, Jelice Žuža, likovni salon in galerija savinjskih likovnikov ter TIC Žalec
- Zotlova kovačija v starem mestnem jedru je iz prve polovice 16. stoletja in je včasih služila kot protestantska molilnica, v 18. stoletju pa je bila kar 50 let bolnišnica. Danes si lahko v njej ogledate kovaška dela in izdelke
- Ekomuzej hmeljarstva in pivovarstva Slovenije, kjer si lahko ogledate večstoletni razvoj obdelovanja hmelja
- Inštitut za hmeljarstvo in pivovarstvo, v katerem si lahko ogledate vrt zdravilnih in aromatičnih rastlin z več kot 300 rastlinskimi vrstami, z različnimi tehnikami namakanja, laboratorij za molekularno genetiko in tkivne kulture ter mikro pivovarno z degustacijsko sobo za pivo
- Gasilski muzej v središču mesta
- Cerkev sv. Nikolaja se prvič omenja leta 1273 in se imenuje po sv. Miklavžu Nikolaju
- Obrambni stolp s stožčasto streho stoji poleg cerkve z delom ohranjenega taborskega obzidja. Danes na njem raste potomka najstarejše trte na svetu, v kletnih prostorih pa je urejen vinski »keuder«, kjer se lahko poskusijo najboljša vina Društva Savinjskih vinogradnikov
- Spomenik slovenskemu hmeljarstvu
- Spomenik žrtvam NOB
- Fontana piv "Zeleno zlato"

## Ostale kulturne, športne in naravne znamenitosti
- Kulturni dom – Dom II. slovenskega tabora Žalec
- Športni park, ki ga dopolnjujejo urejene kolesrske poti po občini in celotni Spodnji Savinjski dolini
- Bio park Nivo v neposredni bližini Žalca z energijskimi polji in vrelci
- Ribnik Vrbje v bližini Žalca – tu je bilo opaženih 130 različnih vrst ptic, od katerih jih tam gnezdi kar 60 vrst
- Kotečnik – naravno plezališče, znano širom po Evropi

## Osebe, povezane z mestom
- Risto Savin, skladatelj in vojaški častnik
- Anton Breznik, duhovnik in pisec
- Enes Draganović, podjetnik
- Simon Kukec, podjetnik
- Sara Agrež, nogometašica
- Žan Luka Kocjančič, nogometaš
- Stane Bevc, nogometni trener
- Manica Janežič Ambrožič, novinarka